# Longipinnati
Longipinnati — наноряд іхтіозаврів. Наноряд виділив у 1948 році Фрідріх фон Х'юн. Він відніс до групи всіх іхтіозаврів, що мають довгі плавці. У 2000 році Майкл Вернер Майш і Андреас Мацко дали визначення Longipinnati як група, що складається з останнього спільного предка Cymbospondylus petrinus і Ophthalmosaurus icenicus і всіх його нащадків. У цю групу входять усі іхтіозаври, що значно відхилилися від Mixosauria. Вони, ймовірно, виникли на початку тріасу і вимерли протягом крейдяного періоду.

## Класифікація
- Наноряд Longipinnati
  - Родина Toretocnemidae
  - Родина Cymbospondylidae
  - Гіпоряд Merriamosauria
    - Родина Merriamosauridae
    - Родина Besanosauridae
    - Родина Shastasauridae
    - Родина Shonisauridae
    - Родина Californosauridae
    - Мінряд Parvipelvia
      - Родина Hudsonelpidiidae
      - Родина Macgowaniidae
      - Підряд Neoichthyosauria
        - Родина Temnodontosauridae
        - Родина Leptonectidae
        - Родина Suevoleviathanidae
        - Інфраряд Thunnosauria
          - Родина Ichthyosauridae
          - Родина Stenopterygiidae
          - Родина Ophthalmosauridae